# Карраса
Карраса (англ. Qarrasa, араб. قراصة) — поселення в Сирії, що складає невеличку друзьку общину в нохії Аль-Мазраа, яка входить до складу однойменної мінтаки Ес-Сувейда в південній сирійській мухафазі Ес-Сувейда.